# Boardwalk Empire – Gengszterkorzó
A Boardwalk Empire – Gengszterkorzó (eredeti cím: Boardwalk Empire) 2010 és 2014 között futott amerikai televíziós sorozat. A műsor alkotója Terence Winter, a történet pedig a szesztilalom alatt játszódik és egy gengszterfőnök politikust követ nyomon. A főbb szereplők közt megtalálható Steve Buscemi, Michael Pitt, Kelly Macdonald, Michael Shannon és Shea Whigham.
A sorozatot az Amerikai Egyesült Államokban az HBO adta 2010. szeptember 19. és 2014. október 26. között. Magyarországon szintén az HBO mutatta be 2011. január 10-én.

## Cselekmény
A történet az 1920-as években, a szesztilalom idején játszódik az Egyesült Államokban. A főszereplő Enoch "Nucky" Thompson, Atlantic City kincstárnoka, aki egyben politikai vezető is a városban. (A karaktert a készítők részben egy valódi személyről, Enoch L. Johnsonról mintázták.) Nucky kettős életet él, egyben gengszter is, aki mind a két fronton igyekszik helyt állni. Munkája során rengeteg ismert történelmi személlyel találkozik, miközben a szövetségi hatóságok is nyomoznak Nucky után, annak túlságosan is fényűző életmódját látván.

## Szereplők
| Szereplő                 | Színész                  | Magyar hang       |
| ------------------------ | ------------------------ | ----------------- |
| Enoch "Nucky" Thompson   | Steve Buscemi            | Végh Péter        |
| James "Jimmy" Darmody    | Michael Pitt             | Orosz Ákos        |
| Margaret Schroeder       | Kelly Macdonald          | Pálmai Anna       |
| Nelson Van Alden ügynök  | Michael Shannon          | Haás Vander Péter |
| Elias "Eli" Thompson     | Shea Whigham             | Epres Attila      |
| Angela Darmody           | Aleksa Palladino         |                   |
| Arnold Rothstein         | Michael Stuhlbarg        | Fekete Ernő       |
| Al Capone                | Stephen Graham           |                   |
| Lucky Luciano            | Vincent Piazza           |                   |
| Lucy Danziger            | Paz de la Huerta         |                   |
| Chalky White             | Michael Kenneth Williams | Dolmány Attila    |
| Eddie Kessler            | Anthony Laciura          | Szombathy Gyula   |
| Mickey Doyle             | Paul Sparks              |                   |
| Commodore Louis Kaestner | Dabney Coleman           | Szélyes Imre      |

## Epizódok
| Évad | Évad | Epizódok | Eredeti sugárzás     | Eredeti sugárzás   | Eredeti adó | Magyar sugárzás      | Magyar sugárzás    | Magyar adó |
| Évad | Évad | Epizódok | Évadpremier          | Évadfinálé         | Eredeti adó | Évadpremier          | Évadfinálé         | Magyar adó |
| ---- | ---- | -------- | -------------------- | ------------------ | ----------- | -------------------- | ------------------ | ---------- |
|      | 1    | 12       | 2010. szeptember 19. | 2010. december 5.  | HBO         | 2011. január 10.     | 2011. március 28.  | HBO        |
|      | 2    | 12       | 2011. szeptember 25. | 2011. december 11. | HBO         | 2011. november 14.   | 2012. február 6.   | HBO        |
|      | 3    | 12       | 2012. szeptember 16. | 2012. december 2.  | HBO         | 2012. október 8.     | 2012. december 24. | HBO        |
|      | 4    | 12       | 2013. szeptember 8.  | 2013. november 24. | HBO         | 2013. december 16.   | 2014. január 20.   | HBO        |
|      | 5    | 8        | 2014. szeptember 7.  | 2014. október 26.  | HBO         | 2014. szeptember 28. | 2014. november 16. | HBO        |